# Phare de Réthymnon
Pour les articles homonymes, voir Phare (homonymie) et Réthymnon.
Le phare de Réthymnon est un phare maritime de 1838, de Réthymnon en Crète, en mer de Crète en Grèce. 

## Histoire
À l'image du phare de La Canée de 1864, ce phare est construit en 1838, au bout d'une ancienne digue du vieux port de pêche de Réthymnon, durant la période égyptienne de la Crète,.  

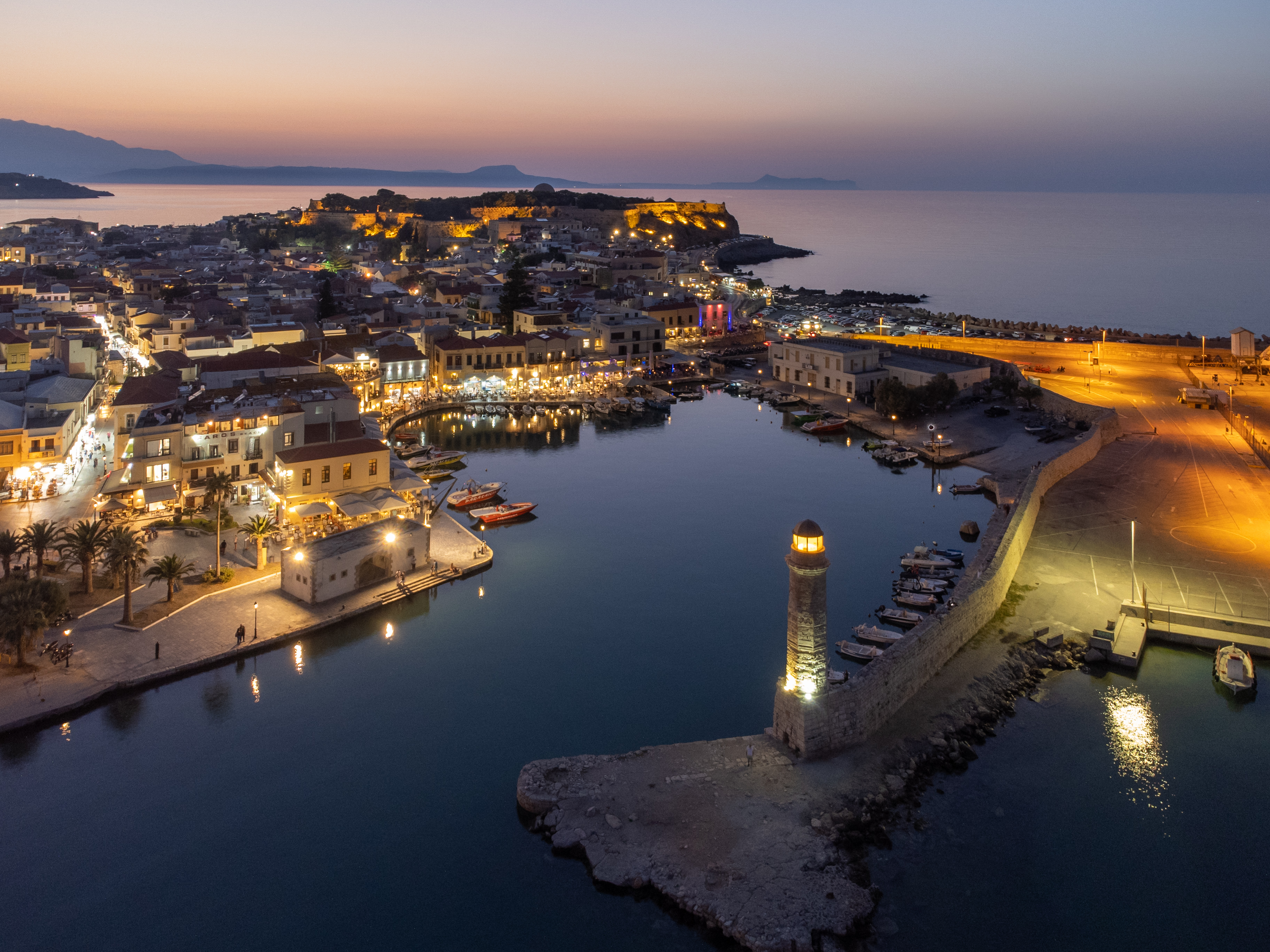
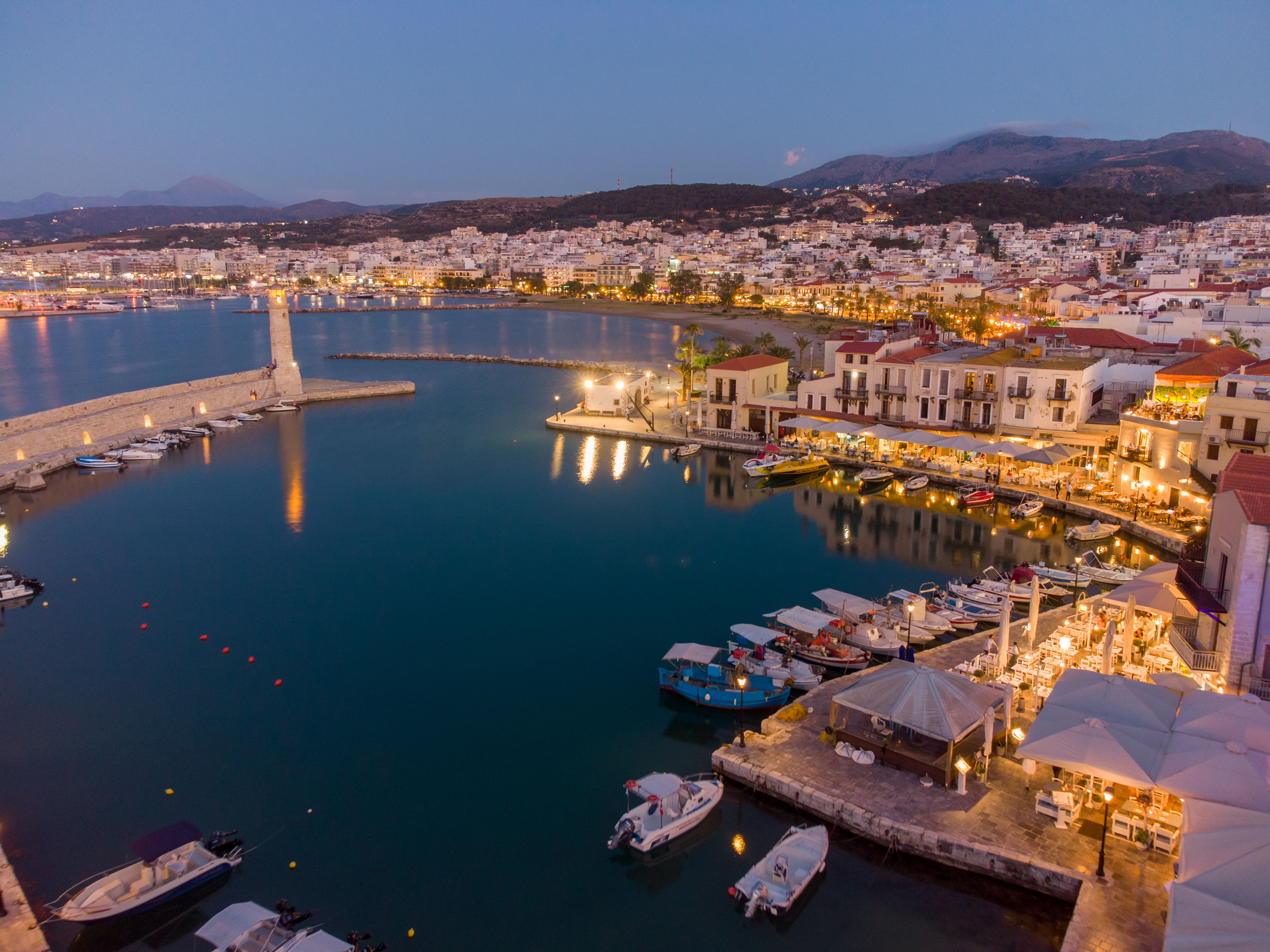
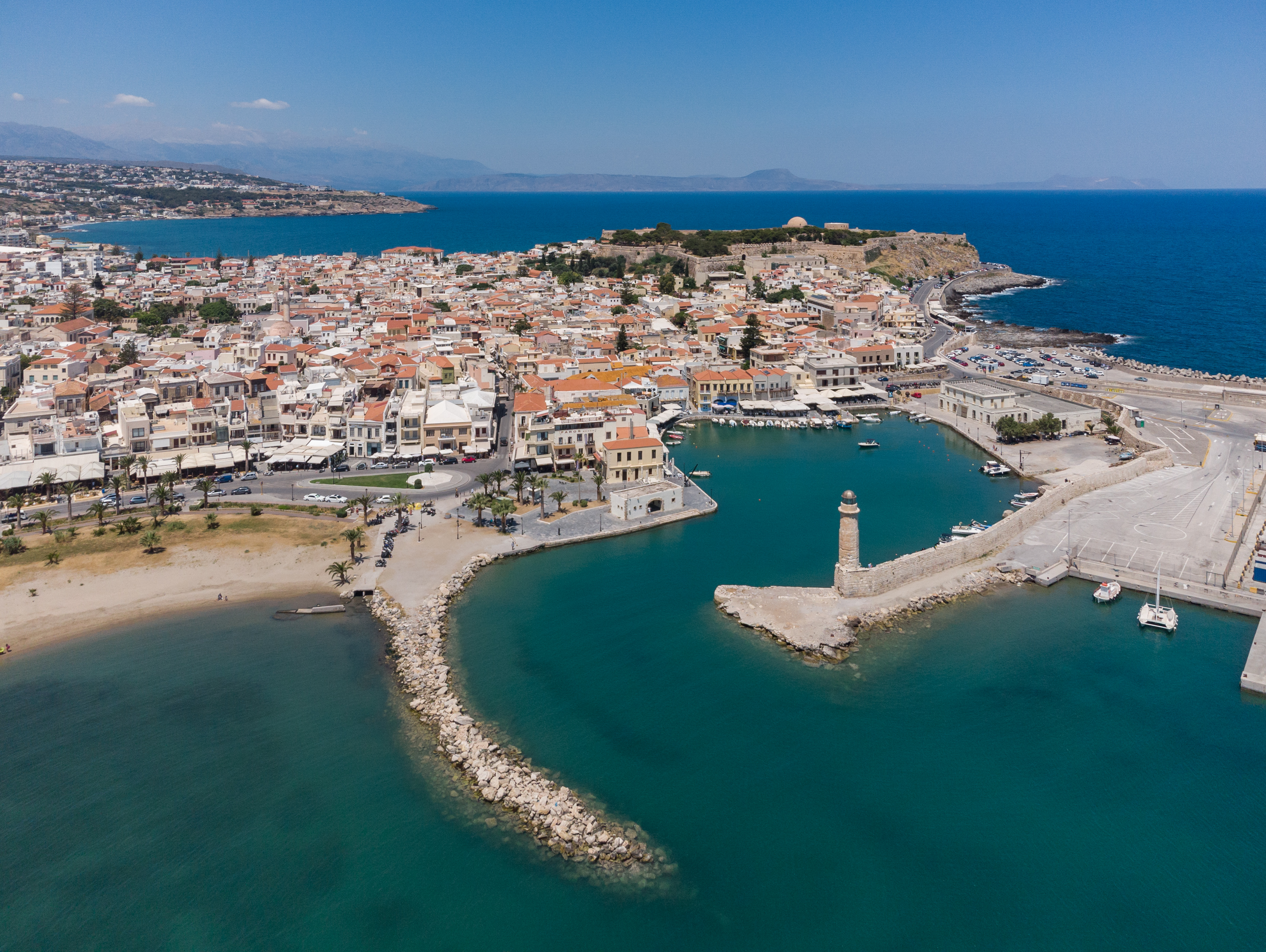

Sa lanterne (à ce jour hors service) culmine à 9 m au-dessus de la mer de Crète,.

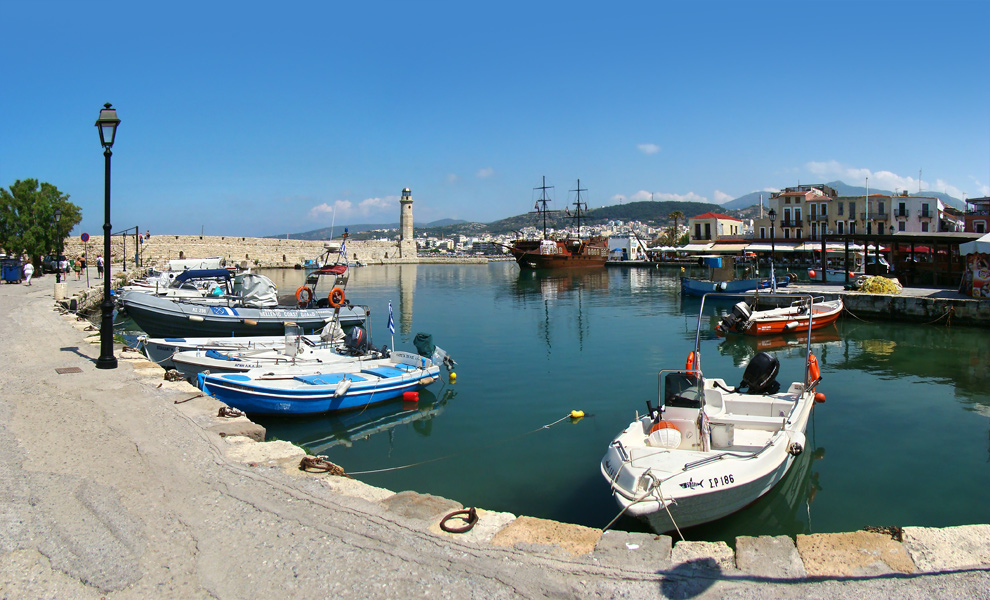
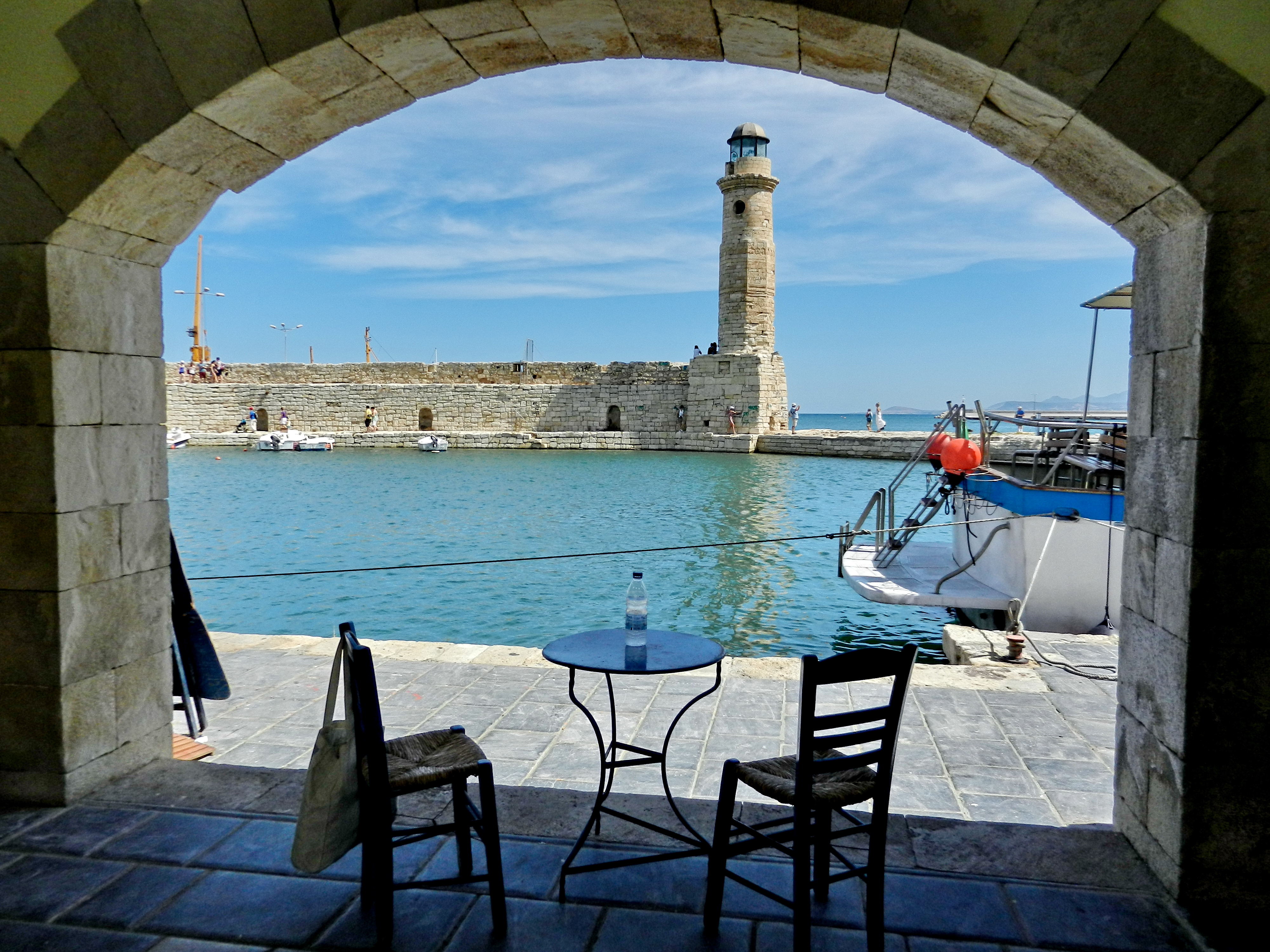
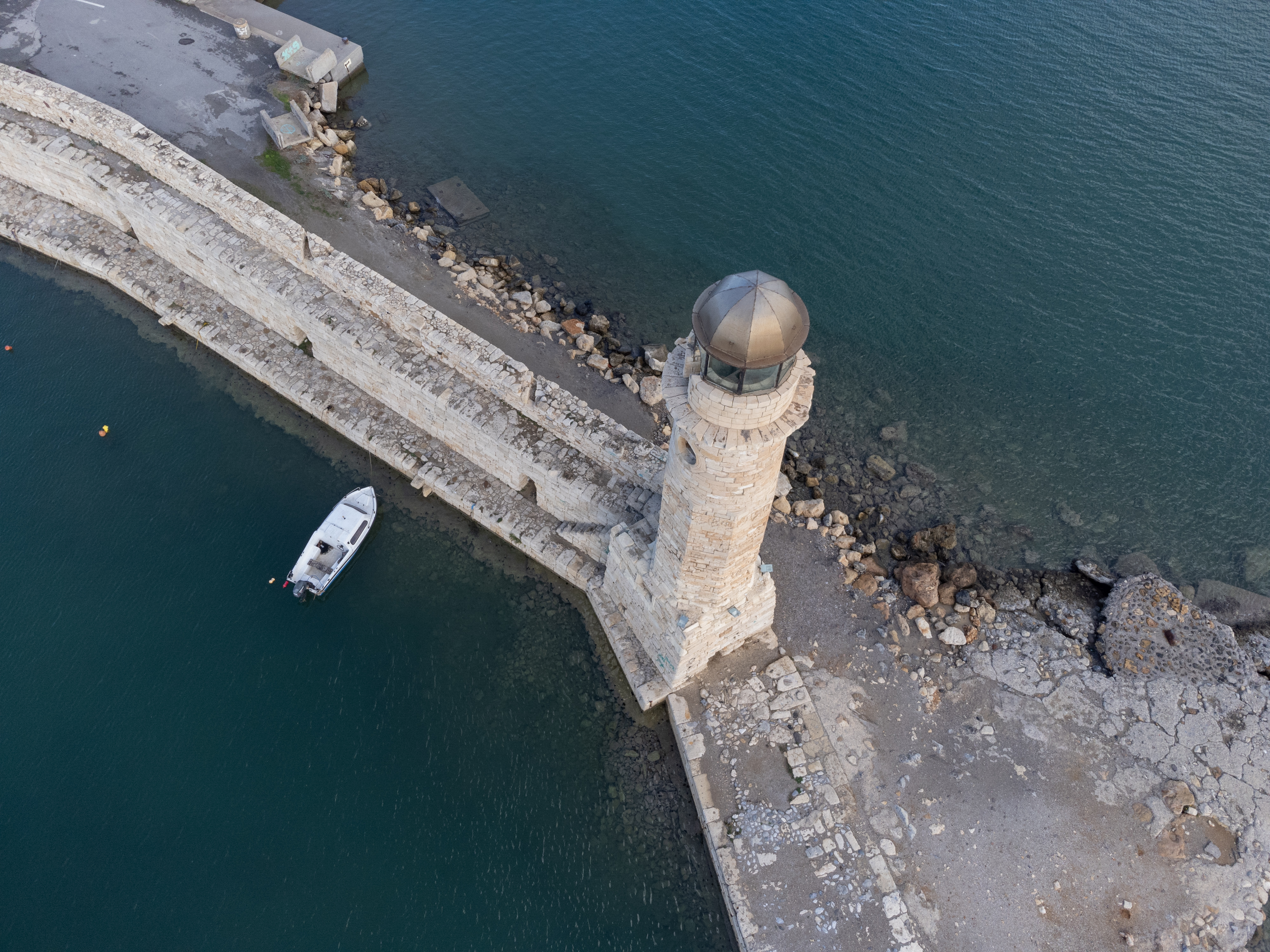